# Survivor Series (2001)
Survivor Series (2001) — щорічне pay-per-view шоу «Survivor Series», що проводиться федерацією реслінгу WWE. Шоу відбулося 18 листопада 2001 року в Greensboro Coliseum Complex у місті Ґрінсборо, штат Північна Кароліна, США. Це було 15 шоу в історії «Survivor Series». Сім матчів відбулися під час шоу та ще один перед показом.